# Le Wast
Le Wast  là một xã ở tại tỉnh Pas-de-Calais trong vùng Hauts-de-France của Pháp.

## Địa lý
Le Wast có cự ly khoảng 8 dặm (13 km) về phía đông Boulogne, tại giao lộ của các tuyến đường D252 và D127.

## Dân số
| 1962                                                         | 1968 | 1975 | 1982 | 1990 | 1999 | 2006 |
| ------------------------------------------------------------ | ---- | ---- | ---- | ---- | ---- | ---- |
| 184                                                          | 200  | 195  | 171  | 185  | 180  | 200  |
| Số liệu điều tra dân số từ năm 1962: Dân số không tính trùng |      |      |      |      |      |      |

## Địa điểm nổi bật
- Nhà thờ thế kỷ 11 St.Michel.
- Lâu đài thế kỷ 18.